# Ctenopteris lasiostipes
Ctenopteris lasiostipes là một loài thực vật có mạch trong họ Polypodiaceae. Loài này được (Mett.) Brownlie miêu tả khoa học đầu tiên.